# リヴォニア年代記 (13世紀前半)

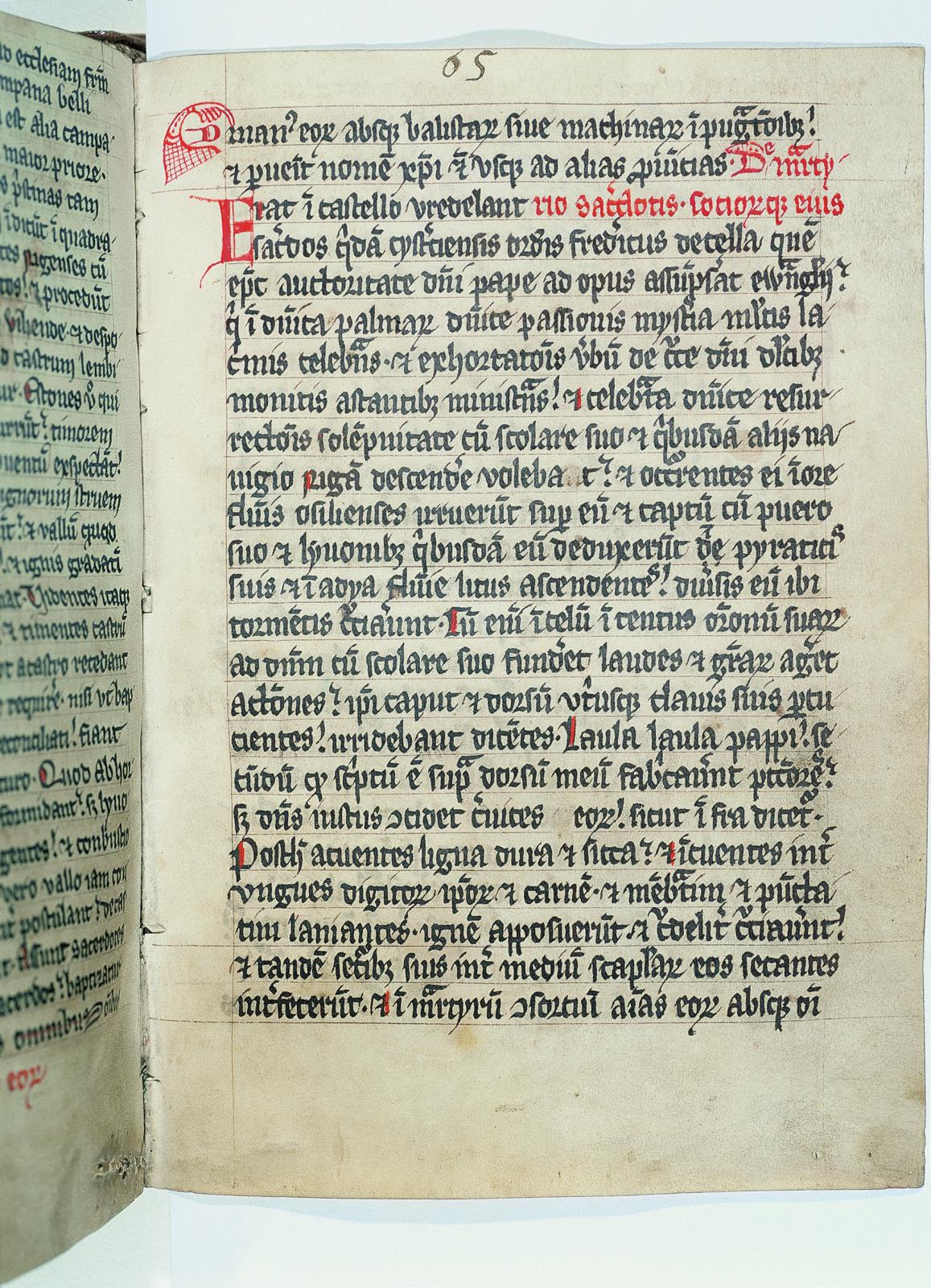

『リヴォニア年代記』（『ラトビアのヘンリーの年代記』、ラテン語: Heinrici Cronicon Lyvoniae）は、「ラトビアのヘンリー」（ラテン語: Henricus de Lettis、ドイツ語: Heinrich von Lettland）によって著述された、1180年から1227年までの、リヴォニアとその周辺の出来事を記した年代記（クロニクル）である。

## 著者
著者はラトビアのヘンリー(en)（ドイツ語音写：ハインリヒ・フォン・レットラント）とよばれるカトリックの宣教師である。出生は1180年から1188年と考えられる。また、そのファーストネームと、著述の中でドイツ人を指して「我々」の意の一人称複数形を用いていることから、ドイツ出身の人物と考えられている。ラトビアのヘンリーは、後に初代リガ司教となるアルベルト(en)（Albert von Buxthoeven）から教育を受けた。1208年には司祭に任命され、宣教師としてリヴォニアへ向かった。『リヴォニア年代記』はその中の記述によれば、1125年から1227年の間にGuglielmo(en)からの要求に従ってラトビアのヘンリーにより記されたものである。

## 構成

12世紀のリヴォニアの住民分布

『リヴォニア年代記』は、時系列順に著述された、以下の4巻から成る。
- 第1巻「初代司教マインハルトについて」：1186年 - 1196年。イクシュキレ(en)[訳語疑問点]（ラトビア語: Ikšķile。なおドイツ語名Uexküll。）の初代司教マインハルト(en)のリヴォニアへの着任、リーヴ人への洗礼の試みが記される[注 4]。
- 第2巻「2代目司教ベルトルトについて」：1196年 - 1198年。2代目イクシュキレ司教ベルトルト(en)の着任と、現リガ周辺をめぐるリーヴ人との戦いにおけるベルトルトの死が記される。
- 第3巻「司教アルベルトについて」：1198年 - 1208年。2代目イクシュキレ司教アルベルト(en)の着任、リヴォニア帯剣騎士団の設立、リーヴ人の地の征服と騎士団領・司教領への分割、ポロツク公国・リトヴァ族(ru)との戦い、クケイノス公国とセロヌィ人(ru)[注 5]の地(ru)の征服が記される。
- 第4巻「エストラント(en)について」：1208年 - 1226年。エスト族(en)への遠征、ゲルツィケ公国の征服、クルシ人(en)、ゼムガレ人(en)、リトヴァ族、またポロツク公、ノヴゴロド公との戦いが記される[注 6]。

『リヴォニア年代記』の原本は今に伝わらず、13 - 19世紀に作成された16の写本が残されている。そのうち最も古いものは「Codex Zamoscianus」と呼ばれる、13世紀末の羊皮紙に記されたものであり、現在はポーランド・ワルシャワの国立図書館(en)に保管されている。

## 価値
ルーシ（中世ロシア・ウクライナ・ベラルーシ）史に関する史料としては、『原初年代記』と並ぶ、キエフ・ルーシ政権とその隣国との関係・事件を扱った最も古い書籍となっている。また、13世紀の『リヴォニア押韻年代記』、1016年から1471年の『ノヴゴロド第一年代期(ru)』と並ぶ、 バルト地方の人々に対するキリスト教化の開始期に関する貴重な史料である。